# Investeringsbedrägeri
Investeringsbedrägeri är en form av ekonomisk brottslighet där investerare vilseleds och manipuleras i en process som utmynnar i förlust av hela eller delar av investerat kapital.

## Exempel på former av investeringsbedrägeri
- Insiderbrott
- Förskingring
- Ponzibedrägeri
- Boiler room
- Pump and dump